# Челябинская улица (Москва)
Челя́бинская у́лица — улица на востоке Москвы в районе Ивановское (микрорайон Южное Измайлово) между Большим и Малым Купавенскими проездами.

## Происхождение названия
Названа в 1975 году по городу Челябинск, областному центру России, что связано с её расположением на востоке Москвы.

## Описание
Челябинская улица начинается от Большого Купавенского проезда и проходит на северо-восток до Малого Купавенского проезда. Севернее параллельно проходит улица Чечулина, а южнее — Магнитогорская улица. Все эти три улицы микрорайона Южного Измайлова параллельны шоссе Энтузиастов, расположенному ещё южнее.

## Здания и сооружения
По нечётной стороне:
- Дом 9 — школа № 1373, корпус № 2 (бывшая школа № 1849);
- Дом 21, строение 1 — Сберегательный банк РФ (АКСБ РФ) Стромынское отд. № 5281/01416;

По чётной стороне:
- Дом 16 — поликлиника № 175 ВАО;
- Дом 20 — Школа № 1476 (корпус 1)
- Дом 24А — детский сад № 2505;
- Дом 24, корпус 3 — библиотека № 117 им. В. М. Загорского (семейного чтения);
- Дом 26, корпус 2 — детский сад № 1352.

## Общественный транспорт
По улице проходят автобусы  214, 257, 276, 664, 702, 776, 674